# 1006 w literaturze
Wydarzenia literackie w 1006 roku.

## Urodzili się
- Abdullah Ansari, perski pisarz i poeta mistyczny (zm. 1089)
- Al-Lakhmi, muzułmański prawnik, twórca księgi At-Tabsirah (zm. 1085)